# Aramus guarauna
El carrao, caraú o guariao o karáũ en guaraní (Aramus guarauna) es una especie de ave gruiformes, la única especie de la familia Aramidae, propia de zonas húmedas y pantanos con los árboles desde Florida, el Caribe, México, toda Centroamérica y Sudamérica hasta el norte de Argentina. Se ha registrado en Chile. 
Está relacionada con las grullas, pero es clasificada en su propia familia.

## Características

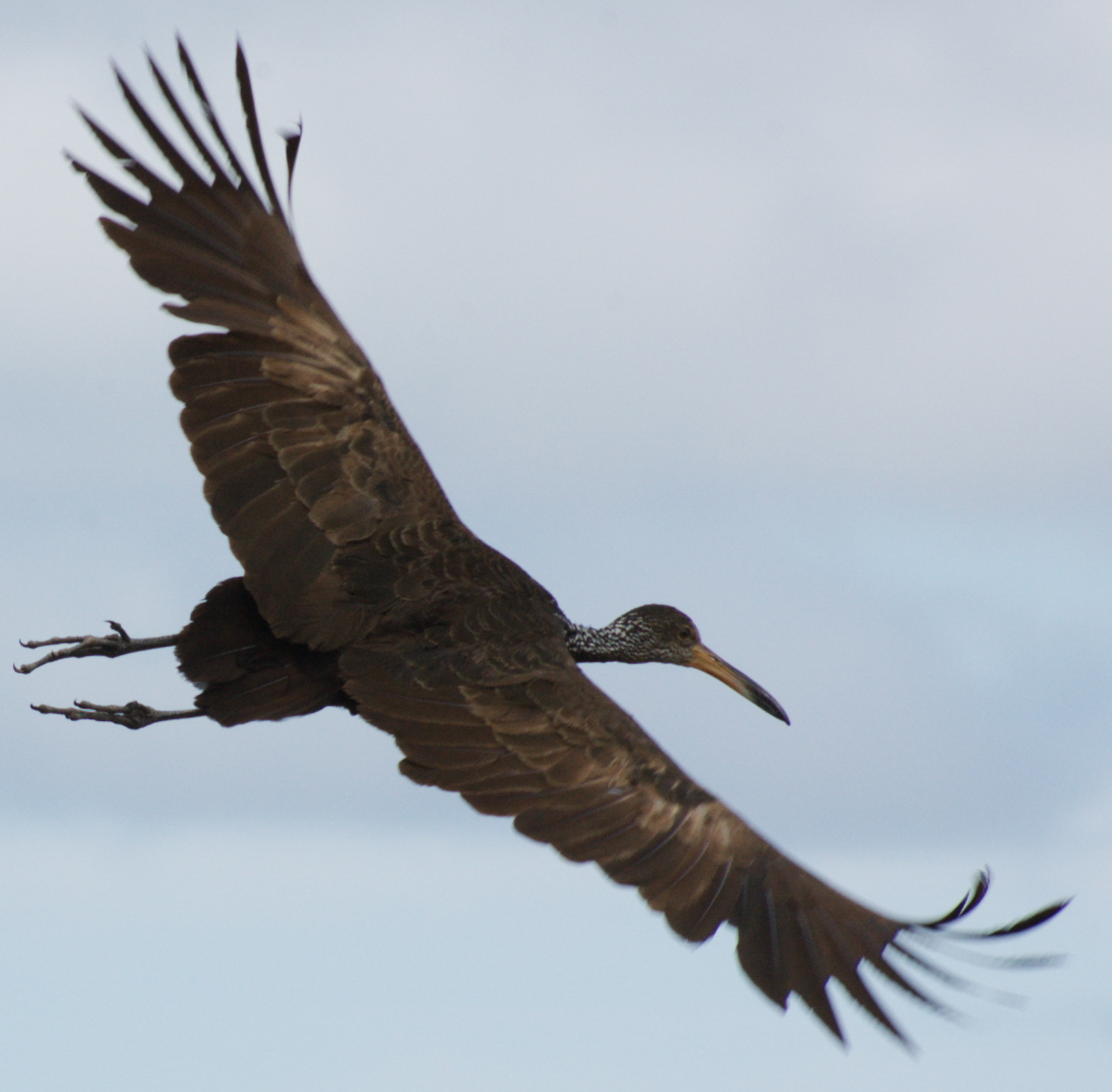
Carrao

El carao tiene un largo total de 66 centímetros, la envergadura alar es de 100 centímetros. El plumaje es bronceado con la cabeza y cuello grisáceo. Tiene las patas largas y el pico amarillento, largo y apenas curvo. Las alas son largas y anchas, vuela con las primarias separadas; la cola es corta.

## Historia natural
Se alimenta de fauna acuática pequeña, principalmente caracoles.  Anida en vegetación densa, palustre, oculta el nido en bañados, pone aproximadamente seis huevos. Tiene una llamada como gemidos fuertes «krau-krau-krau».

## Leyendas asociadas

### Paraguay
Según la leyenda, Karãu era un joven que en una noche en que su madre estaba muy enferma, este salió a buscar remedios para ella. Pero en el camino encontró una fiesta y allí se quedó a bailar con la señorita más linda de la noche, prometiéndose que sólo se quedaría un momento.
A la medianoche, cuando la diversión empezaba a aumentar, se le acercó un amigo que muy serio le empezó a hablar. Le dijo que deje de bailar, que traía la noticia de que su madre había muerto. El joven, como si no le importara lo que había escuchado, pidió que siguiera sonando la música, pues seguiría bailando, y dijo a su amigo que el que murió ya murió y el que está vivo sigue vivo, y que habría tiempo para llorar.
Ya por la madrugada, el joven le preguntó a su dama dónde quedaba su casa, a lo que la mujer le respondió que su casa quedaba lejos, pero que podría ir a visitarla los días en que extrañe a su madre. Luego de escuchar estas palabras, el joven se dio cuenta de lo que había hecho y se arrepintió. Salió del lugar llorando amargamente, repitiendo que su madre ya se había muerto.
Dijo que desde ahora vagaría sin rumbo por los esteros y en esos lugares se vestiría por siempre de luto. Por haber sido un mal hijo, Tupã (Dios) lo castigó y lo convirtió en un pájaro negro y estaría condenado a llorar en los bordes de los arroyos.

## Subespecies
Se conocen cuatro subespecies de Aramus guarauna:
- Aramus guarauna pictus - Florida, Cuba y Jamaica
- Aramus guarauna elucus - La Española y Puerto Rico
- Aramus guarauna dolosus - Desde el sureste de México a Panamá
- Aramus guarauna guarauna - Sudamérica (excepto la árida costa oeste, Andes y extremo sur)